# Listă de plante medicinale - M

A - Ă - Â - B - C - D - E - F - G - H - I - Î - J - K - L - M - N - O - P - Q - R - S - Ș - T - Ț - U - V - X - Y - Z
| Plantă         | Denumire latină                                                                  | Proprietăți vindecătoare |
| -------------- | -------------------------------------------------------------------------------- | ------------------------ |
| Măceș          | Rosa canina                                                                      |                          |
| Mac de grădină | Papaver somniferum, Papaver rhoeas, Glaucium corniculatum și Glaucium phoeniceum |                          |
| Maghiran       | Origanum majorana                                                                |                          |
| Măselariță     | Hyoscyamus niger                                                                 |                          |
| Mătăcină       | Dracocephalum moldavica                                                          |                          |
| Mătrăgună      | Atropa belladonna                                                                |                          |
| Merișor        | Pirus baccata                                                                    |                          |
| Mesteacăn      | Betula verrucosa                                                                 |                          |
| Molotru galben | Trigonella besseriana                                                            |                          |
| Mur            | Rubus                                                                            |                          |
| Mușețel        | Matricaria chamomilla sau Chamomilla recutita                                    |                          |
| Muștar negru   | Brassica sinapis                                                                 |                          |